# (669235) 2012 TC324
(669235) 2012 TC324 est un objet transneptunien en résonance 3:5 avec Neptune d'un diamètre d'environ 190 km.